# Бурые лягушки
Бурые лягушки, или лягушки, или настоящие лягушки (лат. Rana) — род бесхвостых земноводных из семейства настоящих лягушек.

## Классификация
На октябрь 2018 года в род включают 51 вид:
- Rana amurensis Boulenger, 1886 — Сибирская лягушка, или амурская лягушка
- Rana arvalis Nilsson, 1842 — Остромордая лягушка, или болотная лягушка
- Rana asiatica Bedriaga, 1898 — Центральноазиатская лягушка
- Rana aurora Baird & Girard, 1852 — Красноногая лягушка
- Rana boylii Baird, 1854 — Желтоногая лягушка
- Rana cascadae Slater, 1939 — Оливковая лягушка
- Rana chaochiaoensis Liu, 1946 — Западнокитайская лягушка
- Rana chensinensis David, 1875 — Дальневосточная лягушка
- Rana chevronta Hu at al., 1978 — Шевронная лягушка
- Rana coreana Okada, 1928
- Rana culaiensis Li, Lu & Li, 2008
- Rana dabieshanensis Wang et al., 2017
- Rana dalmatina Fitzinger in Bonaparte, 1839 — Прыткая лягушка, или проворная лягушка
- Rana draytonii Baird & Girard, 1852
- Rana dybowskii Gunther, 1876 — Корейская лягушка
- Rana graeca Boulenger, 1891 — Греческая лягушка, или греческая бурая лягушка
- Rana hanluica Shen, Jiang & Yang, 2007
- Rana holtzi Werner, 1898 — Турецкая лягушка
- Rana huanrensis Fei, Ye & Huang, 1990
- Rana iberica Boulenger, 1879 — Иберийская лягушка, или испанская бурая лягушка
- Rana italica Dubois, 1987
- Rana japonica Boulenger, 1879 — Японская лягушка
- Rana jiemuxiensis Yan at al., 2011
- Rana johnsi Smith, 1921
- Rana kobai Matsui, 2011
- Rana kukunoris Nikolskii, 1918
- Rana latastei Boulenger, 1879 — Итальянская лягушка, или итальянская бурая лягушка, или лягушка Латаста
- Rana longicrus Stejneger, 1898 — Длинноногая лягушка
- Rana luanchuanensis Zhao at al., 2017
- Rana luteiventris Thompson, 1913
- Rana macrocnemis Boulenger, 1885 — Малоазиатская лягушка, или кавказская лягушка, или закавказская лягушка
- Rana muscosa Camp, 1917 — Калифорнийская лягушка
- Rana neba Ryuzaki at al., 2014
- Rana omeimontis Ye at al., 1993
- Rana ornativentris Werner, 1903 — Пятнистобрюхая лягушка
- Rana pirica Matsui, 1991
- Rana pretiosa Baird & Girard, 1853 — Пятнистая лягушка
- Rana pseudodalmatina Eiselt & Schmidtler, 1971
- Rana pyrenaica Serra-Cobo, 1993
- Rana sakuraii Matsui & Matsui, 1990
- Rana sauteri Boulenger, 1909
- Rana shuchinae Liu, 1950
- Rana sierrae Camp, 1917
- Rana tagoi Okada, 1928 — Малая бурая лягушка
- Rana tavasensis Baran & Atatur, 1986
- Rana temporaria Linnaeus, 1758 — Травяная лягушка, или серая лягушка, или плоскомордая лягушка
- Rana tsushimensis Stejneger, 1907 — Цусимская лягушка
- Rana uenoi Matsui, 2014
- Rana ulma Matsui, 2011
- Rana zhengi Zhao, 1999
- Rana zhenhaiensis Ye, Fei & Matsui, 1995

## Фото
- Калифорнийская лягушка (Rana muscosa)
- Остромордая лягушка (Rana arvalis)
- Корейская лягушка (Rana dybowskii)